# سوزي إيزاك
سوزي إيزاك (بالإنجليزية: Susie Isaacs)‏ هي لاعبة بوكر أمريكية، ولدت في 18 ديسمبر 1946 في ناشفيل في الولايات المتحدة.